# Сан Феличе (Белуно)
Сан Феличе (итал. San Felice) је насеље у Италији у округу Белуно, региону Венето.
Према процени из 2011. у насељу је живело 119 становника. Насеље се налази на надморској висини од 305 м.